# メドラロイト

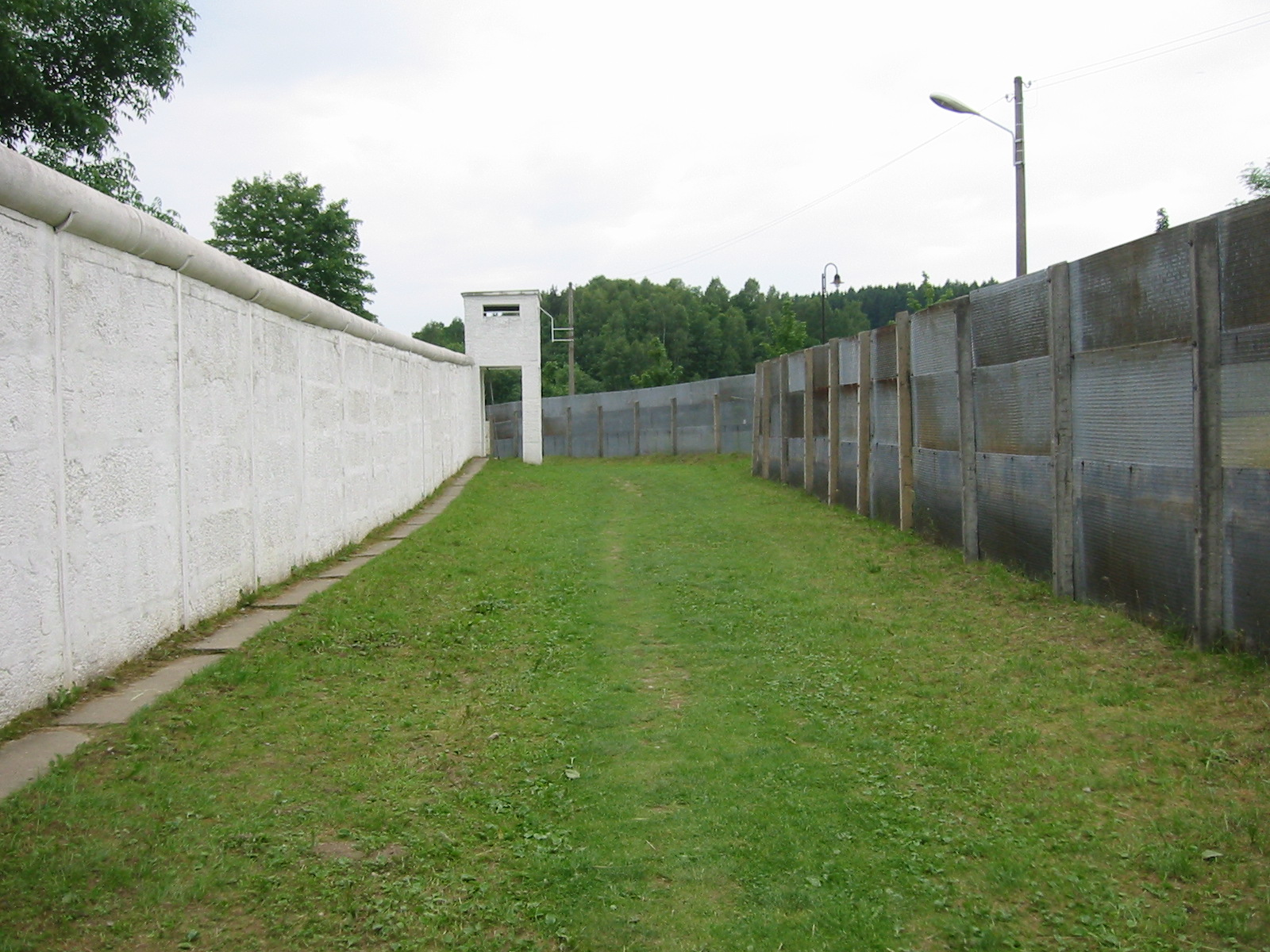
屋外博物館

メドラロイト（Mödlareuth）は、ドイツ・バイエルン州とテューリンゲン州の境界にある村である。
第二次世界大戦後の冷戦期、イギリス、フランス、アメリカの3カ国と、ソビエト連邦とのドイツ分割占領によって南部（バイエルン側）は西ドイツ、北部（テューリンゲン側）は東ドイツとなり、両地区を隔てる壁が建設された。このため、ベルリンの壁によって分断されたベルリンになぞらえ、アメリカ人などからは「リトル・ベルリン」と呼ばれた。

## 歴史
ナポレオン戦争中の1810年、メドラロイトの村内を流れる小川・タンバッハ川(de)は、バイエルン王国とロイス＝ゲーラ侯国（弟系ロイス侯国、1920年以降はテューリンゲンに含まれる）の国境となった。その後140年間、この境界線は村の住民にはさしたる違いをもたらさなかった。学校が一つ、食堂が一つあるきりの、小さな集落に過ぎなかった。

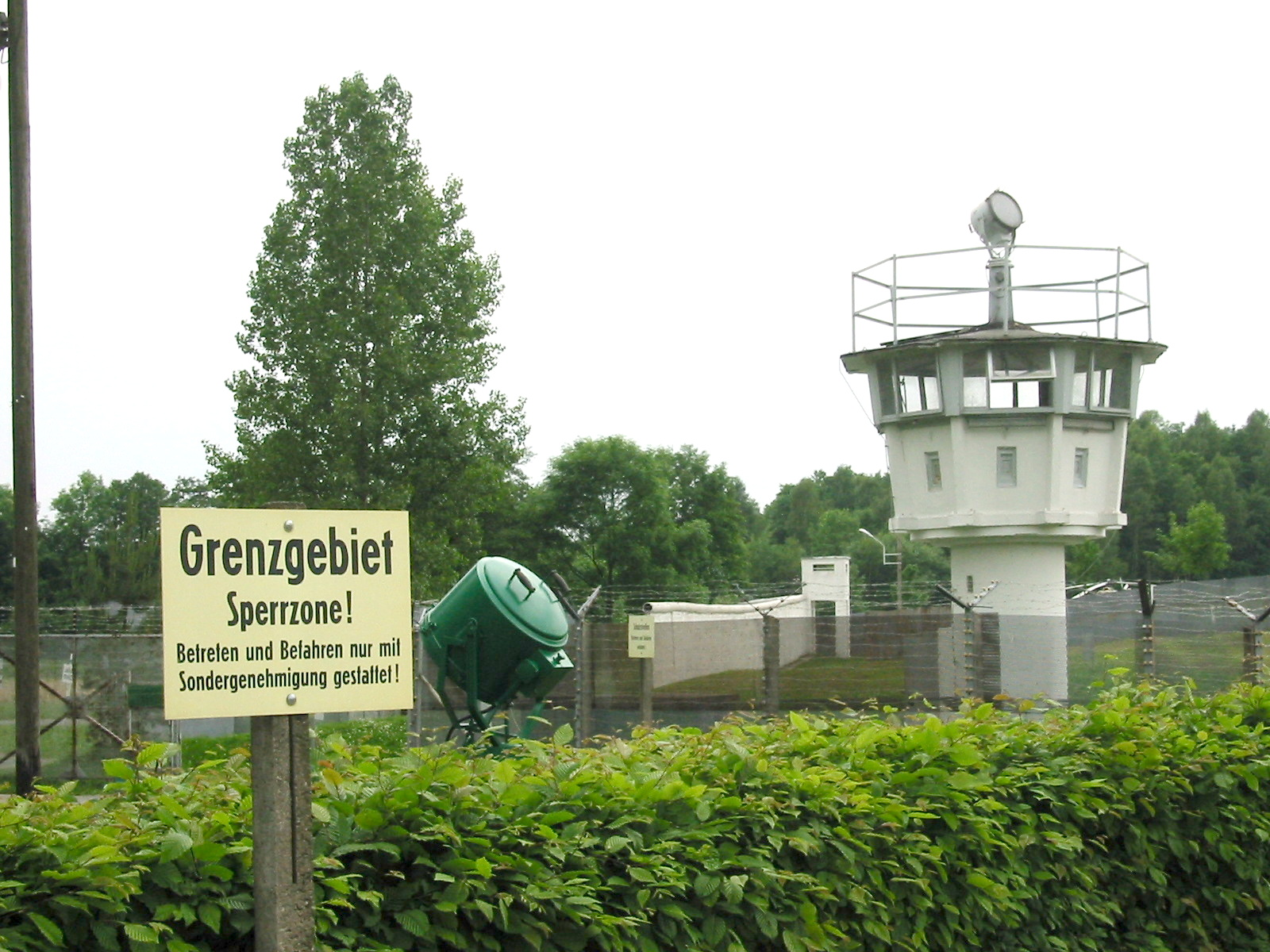
屋外博物館

1945年5月以降、テューリンゲンはソ連軍占領地域に、バイエルンはアメリカ軍占領地域となった。1949年に東西ドイツが建国されると、小さな村は二つの国家体制によって分断された。村の二つの地区を往来するには許可証が必要となった。
1952年に、東ドイツは西側との国境の管理を強化し始めた。境界線近くに住む住民は移住させられたが、その中にはメドラロイトの村民のいくらかも含まれた。1961年にベルリンの壁が建設されると、国境沿いの集落にも同様に壁が築かれるようになった。メドラロイトの壁は1966年に築かれた。村の東ドイツ側では昼夜を問わず厳しい監視が行われた。一方、西ドイツ側の壁はあたかも観光地のようになり、アメリカ人からは「リトル・ベルリン」と呼ばれるようになった。
1983年にはアメリカ合衆国の副大統領ジョージ・H・W・ブッシュがこの村を訪問した。ブッシュは「私はメドラロイトの村民である（Ich bin ein Mödlareuther!）」と挨拶したが、これはジョン・F・ケネディが1963年のベルリン訪問時に行った「私はベルリン市民である（Ich bin ein Berliner）」との演説をもじったものである。
1990年6月17日、ベルリンの壁崩壊から7ヶ月遅れて、ドイツ再統一より4ヶ月早く、「メドラロイトの壁」はブルドーザーによって取り壊された。現在は壁の一部のみが記憶のために残されている。

## 今日のメドラロイト

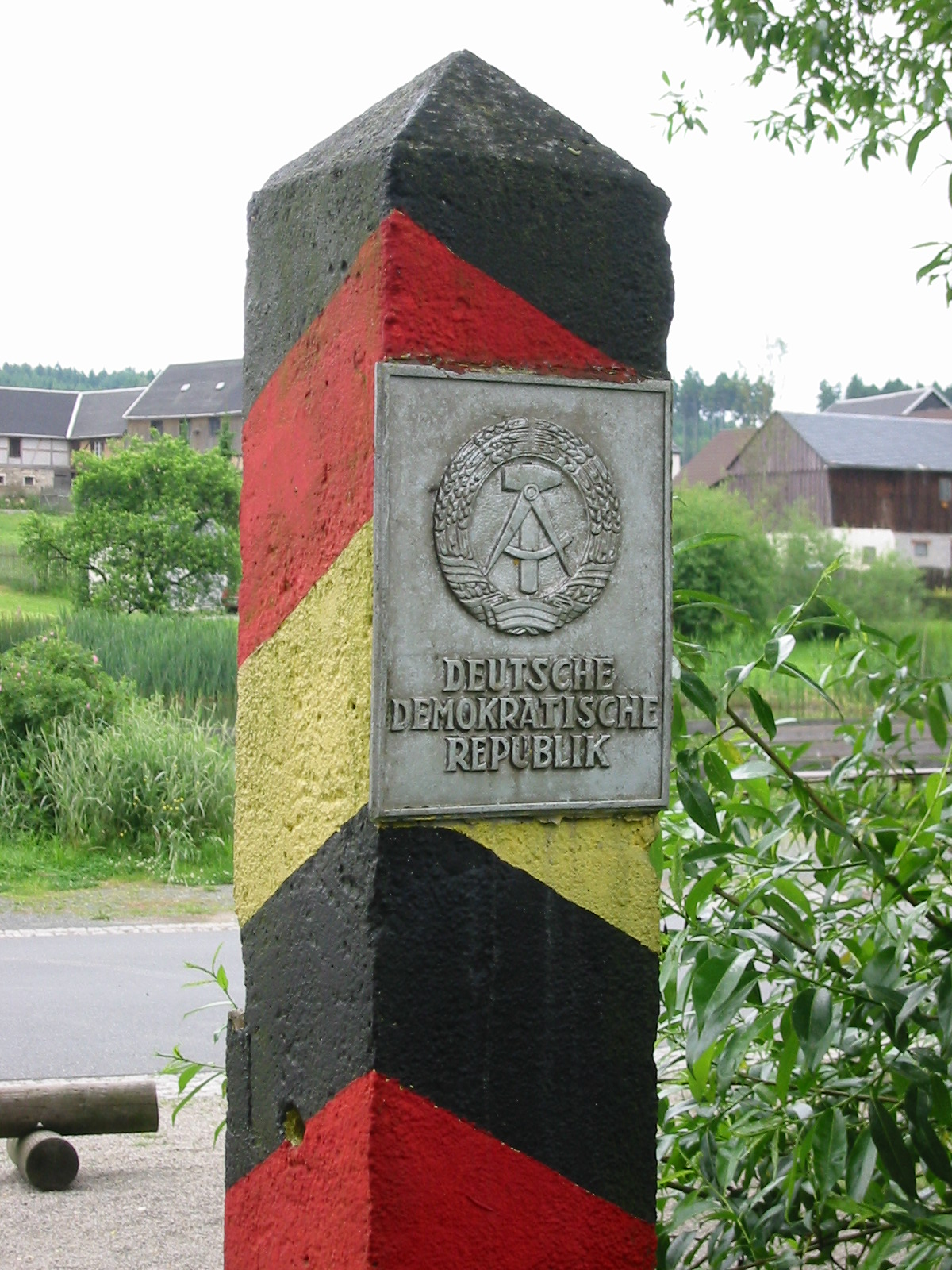
東西の境界石 (東ドイツ側)

現在も村の北部はテューリンゲン州ザーレ＝オルラ郡 (Saale-Orla-Kreis) ゲーフェル (Gefell) に、南部はバイエルン州ホーフ郡テーペンに属している。
1994年、メドラロイトには野外博物館が開設され、東西ドイツに関する展示を行っている。展示されている壁は、当時の壁の現物の一部が含まれている。
分断の時期、村の二つの地区には多くの違いが生じ、自由通行が可能になった今日でも影響を残している。村の両地区は郵便番号や市外局番が異なるほか、選挙区も別となっており、子供たちを別の学校に通わせている。